# Sông Hô Đà
Sông Hô Đà (滹沱河) hay Hô Đà Giang, tên cổ là Hô Trì, là một sông chủ yếu thuộc hệ thống Hải Hà. Sông Hô Đà bắt nguồn từ dưới chân núi Thái Hí Sơn, huyện Phồn Trì thuộc địa cấp thị Hãn Châu. Sông chảy theo hướng đông qua huyện Hiến của Hà Bắc và hợp lưu với sông Phủ Dương thành sông Tử Nha. Từ nơi bắt nguồn đến nơi hợp lưu có tổng chiều dài 513,3 km, trong đó đoạn qua Sơn Tây có chiều dài 48,75 km. Sông này có diện tích lưu vực 4,6 vạn km², là nguồn nước chủ yếu của Thạch Gia Trang.